# Caterham Racing
Caterham Racing è stata una scuderia automobilistica malaysiana con sede in Gran Bretagna che ha partecipato alla GP2 Series e alla GP2 Asia Series.
Nata come Team Air Asia, a seguito dell'acquisizione da parte di Tony Fernandes, patron del team, della casa britannica Caterham Cars, dal giugno 2011 il team viene ridenonimato Caterham Team Air Asia, mentre a novembre dello stesso anno il nome cambia in Caterham Racing, in linea con il cambiamento effettuato per il team di Formula 1 di proprietà dello stesso Fernandes. La struttura è stata rilevata alla fine del 2014 dalla scuderia Status Grand Prix.

## Storia
È stata creata da Tony Fernandes, che è stato anche responsabile per il rilancio del nome Lotus in Formula 1, nel 2010, con la creazione del team Lotus Racing. Il Team Air Asia è stato ufficialmente accettato nella griglia della GP2 Series il 21 settembre 2010, insieme alla Carlin, riempiendo il vuoto lasciato dalla partenza della Durango e della DPR.
La squadra debutta nella stagione 2011 della GP2 Asia Series schierando Luiz Razia e Davide Valsecchi e chiudendo al settimo posto nella classifica a squadre, con all'attivo un terzo e quarto posto, entrambi conquistati dall'italiano nelle due gare disputate sul Circuito Yas Marina di Abu Dhabi.
Per la stagione di GP2 Series vengono confermati i due piloti, che raccolgono due podi ciascuno, tra cui una vittoria di Valsecchi nella Feature Race di Monaco, mentre Razia ottiene una pole position all'Hungaroring. A partire dal weekend del Nürburgring, le vetture della squadra cambiano la loro livrea passando dal bianco e rosso al verde e giallo, utilizzando una colorazione simile a quella del Team Lotus. La stagione si conclude con 49 punti totali e il 6º posto nel campionato riservato ai team.
Nel 2012 vengono ingaggiati Rodolfo González e Giedo van der Garde; González si piazza in zona punti in una sola occasione, a Monaco, mentre van der Garde ottiene alcuni podi e la vittoria a Barcellona e Singapore, terminando la stagione al sesto posto. Per quanto riguarda classifica riservata alle scuderie, il team si colloca in settima posizione.

## Risultati

### GP2 Series
| Stagione | #  | Piloti              | Gare    | Vittorie | Pole | GPV | Punti   | C.P. | C.S. |
| -------- | -- | ------------------- | ------- | -------- | ---- | --- | ------- | ---- | ---- |
| 2011     | 26 | Luiz Razia          | 18      | 0        | 1    | 0   | 19      | 12º  | 6º   |
| 2011     | 27 | Davide Valsecchi    | 18      | 1        | 0    | 1   | 30      | 8º   | 6º   |
| 2012     | 11 | Rodolfo González    | 24      | 0        | 0    | 0   | 6       | 22º  | 7º   |
| 2012     | 12 | Giedo van der Garde | 24      | 2        | 2    | 2   | 160     | 6º   | 7º   |
| 2013     | 14 | Sergio Canamasas    | 22      | 0        | 0    | 0   | 3       | 25º  | 9º   |
| 2013     | 15 | Ma Qinghua          | 2       | 0        | 0    | 0   | 0       | 35º  | 9º   |
| 2013     | 15 | Alexander Rossi     | 20      | 1        | 1    | 0   | 92      | 9º   | 9º   |
| 2014     | 18 | Rio Haryanto        | 22      | 0        | 0    | 0   | 28      | 15º  | 11º  |
| 2014     | 19 | Alexander Rossi     | 10 (12) | 0        | 0    | 0   | 10 (12) | 21º  | 11º  |
| 2014     | 19 | Tom Dillmann        | 6 (8)   | 0        | 0    | 1   | 4 (18)  | 19º  | 11º  |
| 2014     | 19 | Pierre Gasly        | 6       | 0        | 0    | 0   | 0       | 29º  | 11º  |

### GP2 Asia Series
| Stagione | #  | Piloti           | Gare | Vittorie | Pole | GPV | Punti | C.P. | C.S. |
| -------- | -- | ---------------- | ---- | -------- | ---- | --- | ----- | ---- | ---- |
| 2011     | 26 | Luiz Razia       | 4    | 0        | 0    | 0   | 0     | 25º  | 7º   |
| 2011     | 27 | Davide Valsecchi | 4    | 0        | 0    | 0   | 9     | 7º   | 7º   |